# Symonia
Symonia, świętokupstwo – handel godnościami i urzędami kościelnymi, sakramentami oraz dobrami duchowymi. Termin „symonia” pochodzi od Szymona Maga (Simona Magusa), którego św. Piotr zganił za chęć kupienia od apostołów daru udzielenia Ducha Świętego (zob. Dzieje Apostolskie Dz 8, 9-24).
Papież Grzegorz I, podzielił korzyści z niej uzyskiwane na trzy klasy:
- munus a manu (korzyści materialne) – wszelkie wartości pieniężne, dobra ruchome i nieruchome oraz prawa i przywileje skutkujące napływem bogactwa;
- munus a lingua (korzyści wynikające z poparcia) – słowne poparcie, publiczne pochwały, wspieranie w awansie;
- munus ab obsequio (oddawanie czci) – oddawanie czci itp.

Symonia była poważnym problemem Kościoła rzymskiego w średniowieczu. Za jej uprawianie groziły surowe kary. Mimo to przedmiotem handlu były najwyższe godności. Sprzedawano nawet godność papieską. W związku z tym papież Juliusz II unieważnił wybory wszystkich swoich poprzedników, którzy zasiedli na Stolicy Apostolskiej dzięki symonii. Zarządzenie Juliusza zostało jednak unieważnione przez Piusa X.
Symonia była jednym z głównych powodów krytyki Kościoła rzymskokatolickiego w okresie reformacji.
Symonia stanowiła problem dla Kościoła, ponieważ biskupi, poza sprawowaniem funkcji kościelnych, administrowali nadanymi im ziemiami, a zaniedbywali obowiązki stanu duchownego.